# Gracie (hrušeň)
Gracie (Pyrus communis 'Gracie') je ovocný strom, kultivar druhu hrušeň obecná z čeledi růžovitých. Plody jsou řazeny mezi odrůdy zimních hrušek, sklízí se v říjnu, dozrává v listopadu, skladovatelné jsou do ledna.

## Historie

### Původ
Byla vyšlechtěna v ČR v roce 2004, ve šlechtitelské stanici v Těchobuzicích. Odrůda je křížencem odrůd 'Boscova lahvice' a 'Holenická'.

## Vlastnosti
Odrůda je cizosprašná, kvete středně raně. Vhodnými opylovači jsou odrůdy Konference, Erika, Dicolor, Morava.

### Růst
Růst odrůdy je středně bujný. Habitus koruny je rozložitý.

## Plodnost
Plodí středně, středně hojně, ale pravidelně.

## Plod
Plod je hruškovitý, velký. Slupka hladká, žlutozeleně zbarvená se slabým červeným líčkem. Dužnina je nažloutlá jemná, se sladce navinulou chutí, aromatická.

## Choroby a škůdci
Odrůda je považována za dostatečně odolnou proti strupovitosti ale i k namrzání.

## Použití
Dobře snese přepravu. Je vhodná ke skladování a přímému konzumu. Odrůdu lze s nejlepším výsledkem použít do středních a teplých poloh, ale je vhodná do všech poloh.